# Pulligny
Pulligny è un comune francese di 1 241 abitanti situato nel dipartimento della Meurthe e Mosella nella regione del Grand Est.
È attraversato dal fiume Madon.

## Società

### Evoluzione demografica
Abitanti censiti